# Mosołowo (obwód kurski)
Mosołowo (ros. Мосолово) – wieś (ros. деревня, trb. dieriewnia) w zachodniej Rosji, w sielsowiecie makarowskim rejonu kurczatowskiego w obwodzie kurskim.

## Geografia
Miejscowość położona jest nad rzeką Sejm, 10,5 km od centrum administracyjnego sielsowietu makarowskiego (Makarowka), 4,5 km od centrum administracyjnego rejonu (Kurczatow), 35,5 km od Kurska.
W granicach miejscowości znajduje się 108 posesji.

## Demografia
W 2010 r. miejscowość zamieszkiwało 105 osób.